# Joaquín Dicenta
Joaquín Dicenta, pseudonimo di Joaquín Dicenta y Benedicto (Calatayud, 3 febbraio 1862 – Alicante, 21 febbraio 1917), è stato un drammaturgo, scrittore e giornalista spagnolo.

## Biografia
Joaquín Dicenta dopo alcuni drammi neoromantici in versi, scandalizzò critica e pubblico con l'opera intitolata Luciano (1894), storia di un artista che a causa di incomprensioni con la moglie, la lascia per un'altra donna.
Grande successo ottenne l'anno seguente con Juan José, incentrato su un delitto perpetrato da un giovane operaio ai danni di un aristocratico che gli aveva sedotto la fidanzata, dal quale prese l'avvio tutta una serie di drammi sociali, quali El señor feudal, Aurora, El crimen de ayer, El lobo, nei quali gli elementi romantici si uniscono con elementi realistici, in una specie di populismo. Juan José ebbe successo in numerosi paesi europei.
Dicenta scrisse anche versi, opere narrative non tutte fortunate, e un libretto di zarzuela Curro Vargas per la musica di R. Chapí (1898).
Anche il figlio Joaquin jr. lavorò come drammaturgo e poeta.

## Opere
Drammi
- El suicidio de Werther (1888);
- Honra y Vida (1888);
- La mejor ley (1889);
- Los irresponsables (1890);
- Luciano (1894);
- Juan José (1895);
- El señor feudal (1896);
- Aurora (1902);
- Daniel (1907).

Romanzi
- Rebeldía (1910);
- Los Bárbaros (1912);
- Encarnación (1913);
- Mi Venus (1915).